# Haykel Gmamdia
Haykel Gmamdia (* 22. Dezember 1981 in Gafsa; auch in der Schreibweise Guemamdia) ist ein ehemaliger tunesischer Fußballspieler.
Der Stürmer entstammt der Jugend des CS Sfax. Aufgrund seiner Vielseitigkeit konnte er im Sturm überall eingesetzt werden.
Sein Debüt in der Nationalelf feierte er am 26. März 2005 gegen Malawi. Zwischen 2005 und 2007 hat er 14 Länderspiele bestritten und sechs Tore erzielt.
Er gehörte schon dem tunesischen Team beim Confed-Cup 2005 und beim afrikanischen Nationen-Pokal an. Für die Fußball-Weltmeisterschaft 2006 in Deutschland war er zunächst nicht nominiert, rückte dann aber für den verletzten Mehdi Meriah nach.

## Erfolge

### Mit Club Sportif Sfaxien
National
- Tunesischer Meister: 2005
- Tunesischer Pokal: 2004, 2009

International
- Arabische Champions League: 2004
- CAF Confederation Cup: 2008
- Nordafrikanischer Pokal der Pokalsieger: 2009

### Al Ahli Jeddah
- Saudischer Kronprinzenpokal: 2007

### Individuell
- Torschützenkönig der Championnat de Tunisie: 2004, 2005